# Danielskuil
Danielskuil is een dorp gelegen in de gemeente Kgatelopele in de Zuid-Afrikaanse provincie Noord-Kaap. Het ligt 81 km ten zuiden van Kuruman en 72 km noordoostelijk van Postmasburg. De regionale weg R31 doet het dorp aan. De economische activiteit in de streek is voornamelijk veehouderij maar ook mijnbouw speelt een grootte rol. Asbest worden gewonnen bij het mijndorp Owendale, zuidwestelijk van Danielskuil, kalksteen door "Lime Acres" en diamanten door het "Finsch"-diamantmijnbouwbedrijf ten zuiden van Lime Acres. Er wordt ook marmer gedolven.

## Geschiedenis
Het dorp heeft zijn naam te danken aan een kalksteenzinkgat van 6 meter diep die de vroege bewoners aan het Bijbelverhaal Daniël in de  Leeuwenkuil liet denken. Volgens de overlevering heeft de Griekwa Kapitein Adam Kok I dit gat gebruikt als gevangenis voor degenen die zijn wetten overtraden en zou hij er ook slangen in hebben bewaard.

## Bezienswaardigheden
- Wonderwerkgrot

Ongeveer 43 km ten noorden van het dorp is de Wonderwerkgrot. De grot is in een dolomietberg en is 139m diep. Hier zijn bewijzen gevonden van menselijke bewoning wat van ongeveer 800.000 jaar geleden dateert. Er zijn 'vingertekeningen' bij de ingang van de grot die onder andere struisvogels, elanden en olifanten uitbeelden. Er is ook een grote stalagmiet.
- Engels fort

Er is een klein fort, gebouwd door de Britten tijdens de Tweede Boerenoorlog, gelegen op een heuvel die over het dorp uitkijkt.

## zie ook
- Lijst van plaatsen in Zuid-Afrika